# Pagrus
Pagrus es un género de peces perciformes de la familia Sparidae.

## Especies
Se reconocen las siguientes especies:
- Pagrus africanus
- Pagrus auriga
- Pagrus caeruleostictus
- Pagrus major
- Pagrus pagrus